# Розенкранц, Джордж

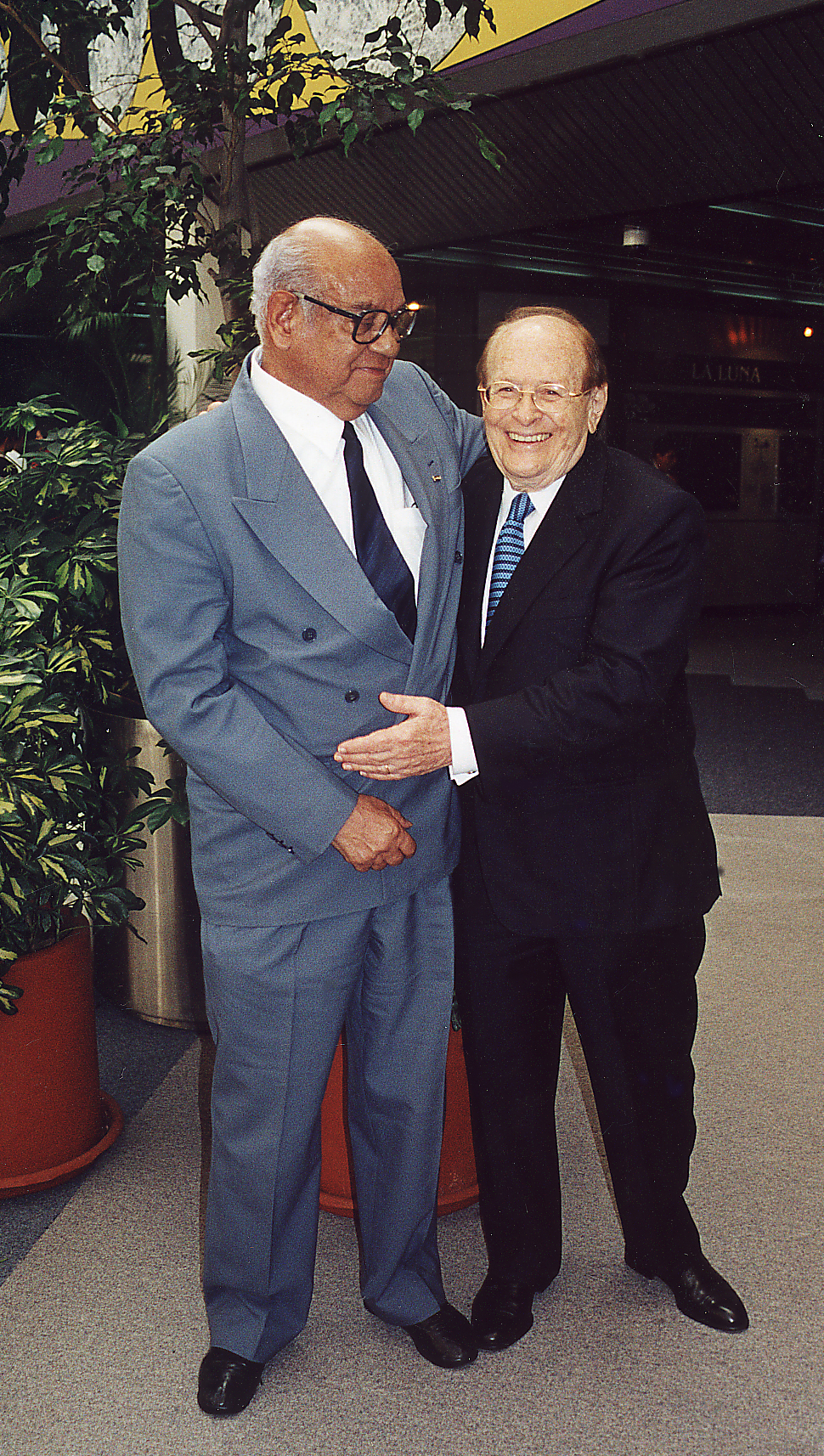
Джордж Розенкранц (справа) и Луис Мирамонтес, 2001 год

Джордж (Георг) Розенкранц (англ. George Rosenkranz; 20 августа 1916, Будапешт, Автро-Венгрия — 23 июня 2019, Атертон, Сан-Матео, Калифорния, США) — мексиканский и американский химик, игрок и теоретик бриджа.

## Биография
Родился 20 августа 1916 года в Будапеште, Австро-Венгрия.
Окончил Цюрихский технологический институт, был учеником Нобелевского лауреата, крупного специалиста по стероидной химии Леопольда Ружички. Будучи еврейского происхождения, был вынужден в 1941 году бежать из Швейцарии в Гавану, где работал в Vieta Plasencia Lab. Несмотря на приглашение возглавить кафедру химии в университете Кито, добраться до Эквадора он не смог. В 1945 году поселился в Мехико, где возглавил научные разработки фармацевтической компании «Syntex». В 1964 году вместе с компанией перебрался в Пало-Альто (США).
Розенкранц непосредственно участвовал в химическом синтезе кортизона, прогестина и других гормонов.
Помимо научной деятельности, Розенкранц известен как игрок в бридж, 11-кратный чемпион США по этой игре, автор 11 популярных книг о бридже.
Джордж Розенкранц умер 23 июня 2019 года в Атертоне, штат Калифорния, США, в возрасте 102 лет.